# Cryphia spoliatricula
Cryphia spoliatricula là một loài bướm đêm trong họ Noctuidae.